# Tagatosa
La tagatosa és un monosacàrid de sis carbonis amb un grup cetona, és una cetosa, i una hexosa. Es fa servir com edulcorant amb el 92% de la capacitat edulcorant de la sacarosa. La tagatosa està admesa i reconeguda com a segura per la FAO/WHO des de 2001. La metabolització de la tagatosa no afecte gaire els nivells de glucosa i d'insulina en la sang. La tagatosa es troba en petita quantitat en productes lactis. Es pot produir industrialment a partir de la lactosa.